# Харфрайтаг, Либор
Ли́бор Харфра́йтаг (словац. Libor Charfreitag; род. 11 сентября 1977, Трнава, Западно-Словацкий край) — словацкий легкоатлет. Участник трёх Олимпийских игр. Чемпион Европы 2010 года в метании молота.

## Спортивная биография
На крупных международных соревнования Либор Харфрайтаг дебютировал в 1999 году на Универсиаде. Выступление оказалось не очень удачным и Либор занял лишь 8 место. Дебют на чемпионате мира в Хельсинки оказался и вовсе провальным. С результатом 70,20 м Харфрайтаг занял 32 место.
Через год состоялся дебют на летних Олимпийских играх. Показав за 3 попытки результат 72,52 м, Либор занял 16 место в квалификационной подгруппе B и общее 30 место в квалификации.
В 2004 году на Олимпийских играх в Афинах Харфрайтаг занял 7 место. В квалификации первые две попытки были не засчитаны, но в третьей словацкий спортсмен сумел показать необходимый результат (77,30 м) и с 6 места прошёл в финал. После трёх попыток финала Либор занимал 8 место с результатом 77,52 м. За последующие три попытки Харфрайтаг смог улучшить результат лишь на 2 см и остался на 8 месте, но после дисквалификации чемпиона венгра Адриана Аннуша поднялся в итоговой таблице на одну строчку вверх.
В 2007 году на чемпионате мира в Осаке с результатом 81,60 м стал бронзовым призёром.
На летние Олимпийские игры 2008 года Харфрайтаг приехал имея 5 результат сезона в мире. Но во время финального турнира метателей молота Либор не смог показать результат близкий к своему личному рекорду и с лучшей попыткой на 78,65 м занял восьмое место.
В 2010 году Харфрайтаг на чемпионате Европы в Барселоне показал результат 80,02 м и стал победителем континентального первенства.

## Личная жизнь
С 1997 года проживает и тренируется в Далласе.